# Райський садочок
Райський садочок (нім. Paradiesgärtlein) — живописне панно, створене близько 1410 року невідомим художником, якого називають Верхньорейнським майстром. Належить до типу «Марія в трояндовій альтанці». Райський садочок — одна з найперших картин, що натуралістично зображують флору і фауну.

## Короткий опис
Панно створено близько 1410 року. Художник невідомий, його називають Верхньорейнським майстром (колишня назва — майстер Райського садочка). Розпис виконано у змішаній техніці по дереву; його розміри приблизно 26 на 33 сантиметри. Картина виставлена в музеї Штеделя у Франкфурті, Німеччина.

## Мотив
Картина належить до типу Марія в трояндовій альтанці, але художник розробив цей мотив досить своєрідно. На відміну від типових тогочасних інтерпретацій цього мотиву, Діва Марія зображена не в центрі картини, а в лівому верхньому куті, вона занурена в читання книги. Її оточують святі. Праворуч від неї свята Доротея зриває вишню, свята Варвара бере воду з криниці, а свята Цецилія тримає гуслі, на яких Дитятко Ісус перебирає струни. Біля ніг святого Георгія маленький мертвий дракон, а біля ніг архангела Михаїла маленький чорний демон. Святий Освальд прихилився до стовбура дерева.

## Флора і фауна
Райський садочок — одна з перших картин, які натуралістично зображують рослини; усі вони чітко впізнавані. Більшість із них є маріанськими символами. Біля стіни птахи теж зображені у цілком реалістичній манері. На картині зображені:
Рослини
Орляк, вероніка, суниця, алхемілла, маргаритка, стіноцвіт, барвінок, вишня, конюшина, лілія, сніжинка, конвалія, мальва, маргаритка, діантус, паеонія, троянда, примула віріс, ірис, гірчиця, глуха кропива, фіалка, подорожник, хризантема, айстра, звіробій, матіола.
Птахи
Зимородок звичайний, синиця велика, снігур європейський, іволга звичайна, зяблик звичайний, малинівка європейська, дятел крапчастий великий, омелюх богемський, щиголь європейський, синиця довгохвоста, синиця блакитна, одуд.
Комахи
Бабка велика біла